# Le Silex et la Rose
Le Silex et la Rose (titre original : Flint and Roses) est un roman britannique de Brenda Jagger publié en 1981 chez Macdonald (Londres).
Le roman a ensuite été publié aux États-Unis en 1982 chez Doubleday (New York) sous le titre The Barforth Women et traduit en français et publié en France par Belfond sous le titre Le Silex et la Rose, la même année.

## Résumé
Au milieu du XIXe siècle en Angleterre, Morgan, 69 ans, meurt après avoir confié la tutelle de ses filles Prudence, Julia et Celia à Joel, frère de sa femme, Elinor. Celia épouse Jonas. Vers 1748 Julia épouse Giles, médecin qui meurt du choléra. Le choléra disparaît et l'eau courante est installée. Nicolas, fils de Joel, vient coucher avec Julia. Elinor épouse Dan. Nicolas refait un enfant à sa femme, Julia rompt et épouse son frère et associé, Blaise. Ils ont Blanche. Joel meurt, puis Celia. Jonas épouse Tessa. Nicolas et Blaise se séparent et Julia dit qu'elle a fait le bon choix.